# 광주송원초등학교
광주송원초등학교(光州松源初等學校)는 대한민국 광주광역시 남구에 있는 사립 초등학교로, 1965년 3월 23일 첫 개교하였다.

## 학교 연혁
- 2023. 3. 4 제10대 정승균 교장선생님 취임
- 2015. 2.13 제45회 졸업(졸업생 4,623명)
- 2014. 9. 1 제9대 신명순 교장선생님 취임
- 2006.10.24 남구 송하동 새캠퍼스로 이전(화방산)
- 2006. 3. 1 제8대 이병성 교장선생님 취임
- 2006학년도 1학년 3학급(96명)모집, 현재 18학급
- 2002학년도 1학년 3학급(108명)모집, 현재 15학급
- 2000학년도 1학년 3학급(120명) 모집
- 1999. 9. 9 학급증설(18학급) 인가
- 1996. 3. 1 광주송원초등학교로 교명 변경
- 1994. 2. 1 제7대 이정주 교장선생님 취임
- 1978. 3.23 설립자 고제철 박사 이사장 취임
- 1978. 3.28 광주송원국민학교 교명 변경
- 1970. 3. 1 12학급 편성
- 1968. 3. 1 8학급 편성
- 1966. 3. 1 4학급 편성
- 1965. 2.24 광주 숙문 국민학교 설립인가

## 참고 자료
- 광주송원초등학교 - 한국교육학술정보원 학교알리미